# Pôle d'indépendance du Groupe Le Monde
La société du pôle d'indépendance du Groupe Le Monde est une entreprise française créée en novembre 2010 par les journalistes, le personnel, les lecteurs et les actionnaires historiques du journal Le Monde, dont elle détient 25 %.
Le pôle a été créé par la Société des rédacteurs du Monde, les sociétés du personnel, la société des lecteurs du Monde, les fondateurs et des actionnaires minoritaires du groupe de presse dans le but d'obtenir « des nouveaux actionnaires majoritaires un certain nombre d’outils assurant l’indépendance éditoriale des titres du groupe »,. La société des rédacteurs du Monde, qui fut jusqu’en 2010 le premier actionnaire du groupe de presse, est l’un des fondateurs de ce pôle d’indépendance.

## Historique
Le 2 novembre 2010, le trio dit « BNP » composé de Pierre Bergé, Xavier Niel et Matthieu Pigasse, rachètent le Groupe Le Monde. Ils révoquent également le président du groupe, Éric Fottorino, de la présidence pour divergences de point de vue avec les nouveaux actionnaires le 15 décembre 2010.
À la suite de la mort de Pierre Bergé en septembre 2017, Xavier Niel et Matthieu Pigasse rachètent chacun la moitié de ses parts dans Le Monde libre, holding qui détient 72,5 % du Groupe Le Monde. Le 25 octobre 2018, Matthieu Pigasse vend 49 % de ses parts de la société Le Nouveau Monde au milliardaire tchèque Daniel Křetínský, déjà propriétaire du groupe de médias Czech Media Invest (CMI), de l'hebdomadaire Marianne et d’une partie du pôle magazine du groupe Lagardère (Elle, Télé 7 jours, Ici Paris, France Dimanche... ), suscitant la méfiance du Pôle d’indépendance du Groupe Le Monde, qui qualifie l'opération jugée « brutale » et générant des tensions avec Xavier Niel.

## Composition
Les membres fondateurs du pôle d'indépendance sont :
- la Société des rédacteurs du Monde,
- la Société des personnels du Monde,
- le Fonds commun de placement des personnels du Monde,
- la Société des cadres du Monde,
- la Société des employés du Monde,
- la Société des personnels du Groupe des publications de La Vie catholique,
- la Société des lecteurs du Monde,
- la Société des personnels de Courrier International
- et la Société des personnels du Monde interactif.